# 中京テレビ放送
中京テレビ放送株式会社（ちゅうきょうテレビほうそう、英: CHUKYO TV. BROADCASTING CO.,LTD.）は、 読売中京FSホールディングスの連結子会社で、中京広域圏（東海3県）を放送対象地域としたテレビジョン放送事業を行っている特定地上基幹放送事業者である。愛知県名古屋市中村区に本社を置く在名テレビジョン放送局である。
通称は中京テレビ・CHUKYO TV、略称はCTV。ステーション・キャッチコピーは「あなたの真ん中へ。」。

## 概要
日本テレビ放送網をキー局とするNNN・NNSの基幹局。コールサインはアナログ放送がJOCH-TV、音声多重放送がJOCH-TAM、デジタル放送がJOCH-DTV（名古屋 TV：下記、DTV：19ch / 3kW）。GCNコードは1571。旧社屋（名古屋市昭和区高峯町）の敷地内に、愛知県域のFM放送を送信する東山タワーがある。開局から2011年（平成23年）7月24日までは、ここからUHF波によるアナログ放送の電波を送信していた。
また、三大都市圏の広域放送局で唯一、アナログ波の親局がUHF波送信の民放テレビ局であった。同じくアナログ親局がUHF波送信であったテレビ愛知は、愛知県のみを放送対象エリアにしている県域放送局である。
2011年（平成23年）7月24日に停波したアナログ放送での親局チャンネルは35ch、デジタル放送でのリモコンキーIDは「4」。在名局では唯一キー局（当局の場合はキー局の日本テレビ）とIDが一致している。
主な株主は2025年4月より読売中京FSホールディングス（FYCSHD）。同年3月末の時点ではキー局・日本テレビの持株会社にあたる日本テレビホールディングスや、その傘下にある日本テレビ音楽が中京テレビの上位株主として名を連ねていた。一方、日本テレビHDの株主である株式会社読売新聞東京本社及び持株会社の読売新聞グループ本社は大きく所有しておらず（僅かな所有については不明）、中京テレビがFYCSHDの傘下となった後も、かつてNNN・NNS加盟局だった名古屋テレビ放送（メ〜テレ。現在はテレビ朝日系・ANN加盟局）の上位株主となっている。

## 本社屋と事業本部の移転および一体化へ

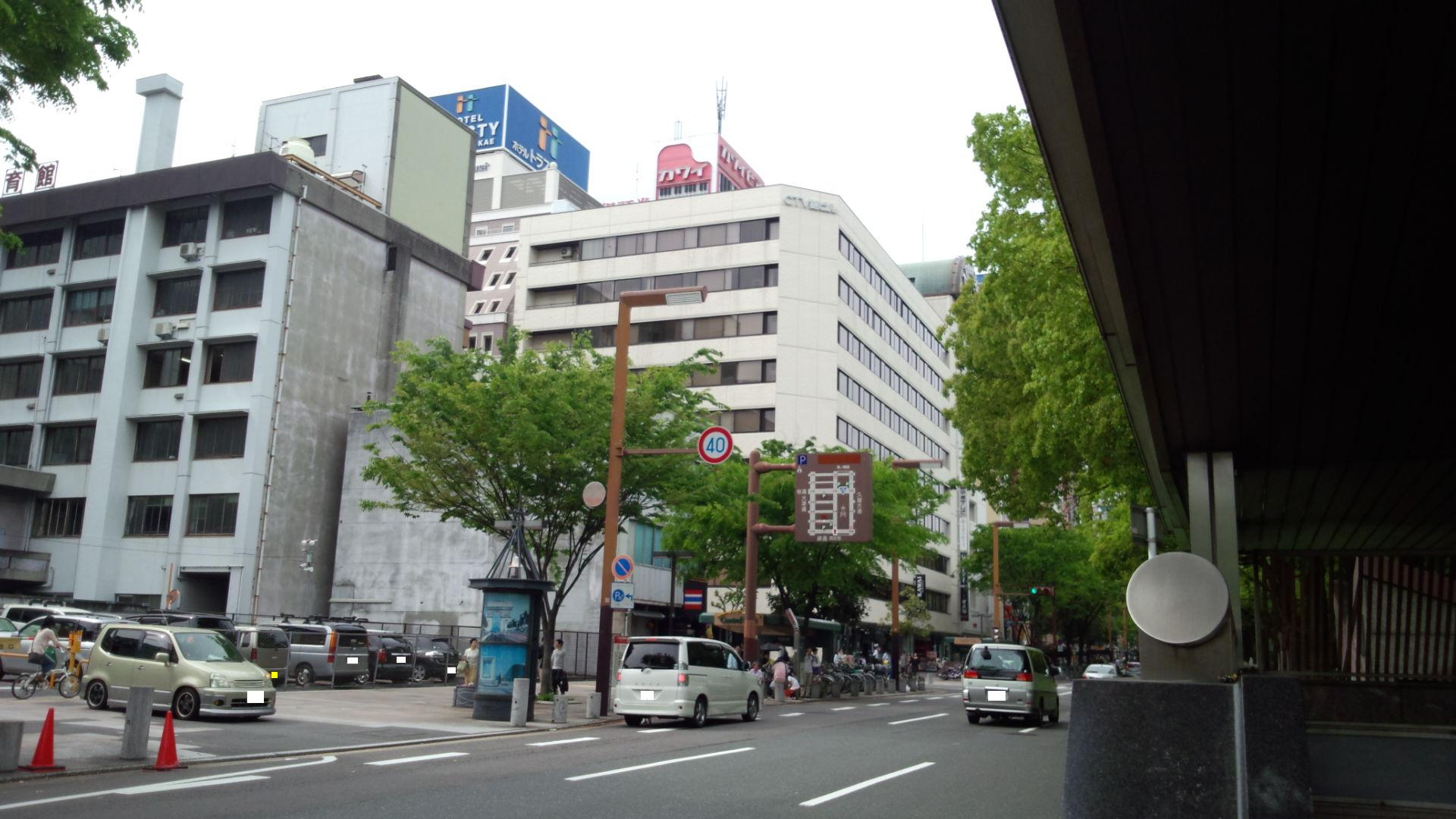
中区錦にある中京テレビ栄本部が入居していたCTV錦ビル

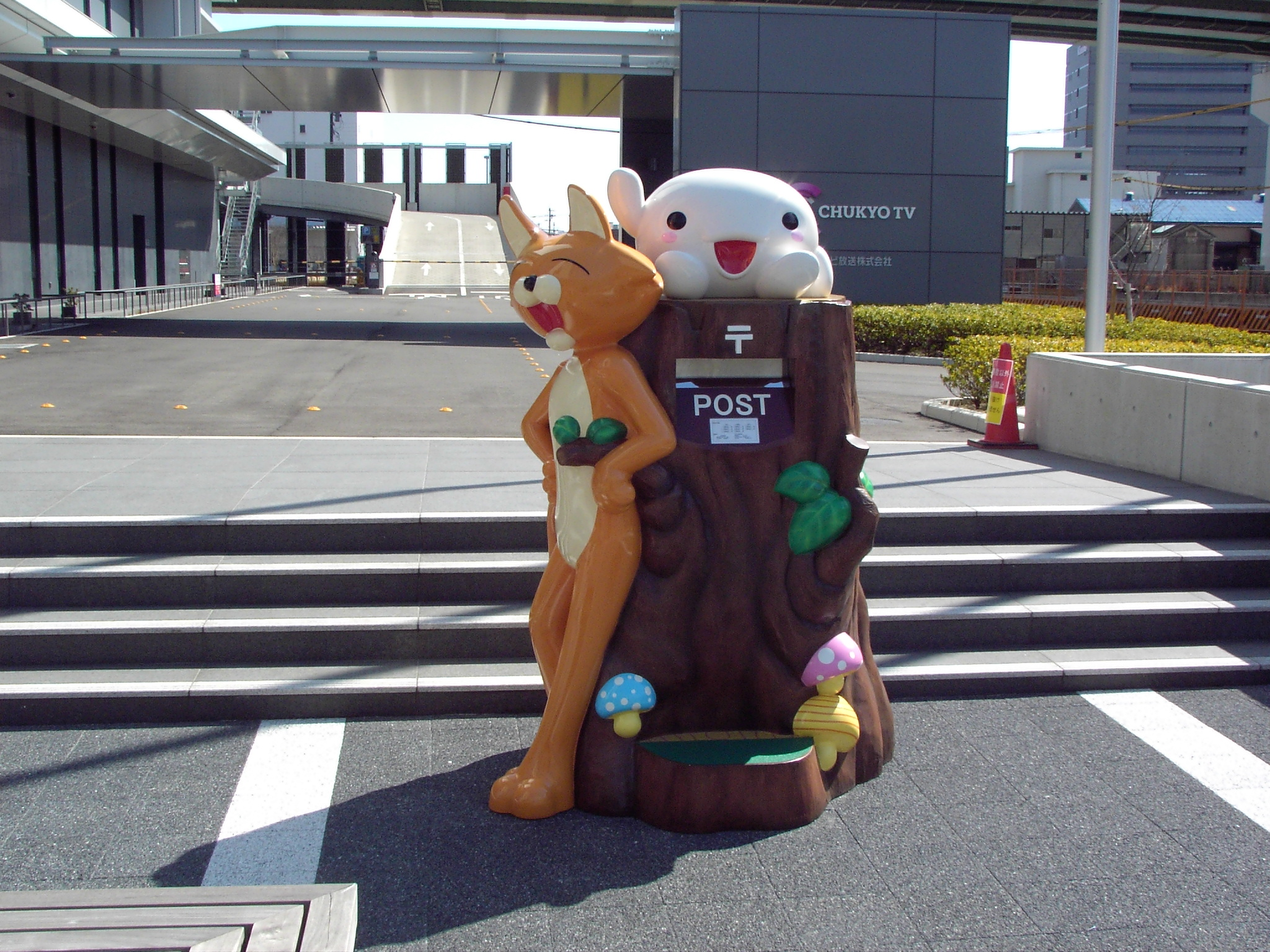
中京テレビ新社屋正面玄関前に設置された「チュウキョ〜くん郵便ポスト」（2017年3月11日撮影）

中京テレビは2011年（平成23年）5月11日、名古屋駅南・ささしまライブ駅（あおなみ線）近くのささしまライブ24地区（名古屋市中村区）東街区の土地7,120m2の権利を取得し、同所に新社屋を建設・移転する事を発表した。これは現社屋の老朽化に加えて、狭隘化の解消と、昭和区高峯町（現業部門他）と中区錦3丁目（栄本部、主に営業）に分散していた本社機能の統合・業務効率の向上を目的とするものである。
建設場所は2005年（平成17年）にデ・ラ・ファンタジアが開催された場所で、さらに昔は貨物専用駅である国鉄笹島駅があった場所である。
新社屋は2014年（平成26年）3月25日に着工し、2015年（平成27年）12月7日に竣工した。その後、放送設備の工事などを行い、2016年（平成28年）11月21日までに全面移転を完了した。新社屋は、在名局で初の免震構造を取り入れている。
高峯町にあった旧本社からの最後の番組は、2016年（平成28年）11月21日 1:05 - 1:35の『NNNドキュメント』であった。同番組の放送後には社屋移転特別クロージングを放送し、放送休止の間に、旧本社から新本社へのマスター（主調整室）の切り替え作業を行った。5:13 - 5:15の移転告知オープニングを放送した後、同日 5:15 - 5:20の『まんなかチュウキョ〜!』（ミニ番組）より新本社からの送出、さらに、5:58頃の『ZIP!』のローカル枠（磯貝初奈アナウンサーの進行による東海地方の天気予報）から新社屋からの生放送を開始した。なお、11月21日以降はすべての番組を新社屋のスタジオで収録しているが、一部の番組は先行的に新社屋での収録を行なっていた。
新社屋の1階は一部エリアを除き、一般人も入ることができる。名古屋駅からも近く、災害発生時のいわゆる「帰宅困難者」が出た場合にはこの1階部分が避難場所として使用される。
その後高峯町の旧本社のうち、開局時からの旧本館と新館（1979年竣工）は新社屋移転後すぐに解体され、跡地には2019年（令和元年）6月26日にスーパーマーケットのフィールステージ八事店が開業した。東山タワーの下にあった旧本館・新館は上述の通り移転後速やかに解体され、跡地利用がなされているが、タワーに隣接する放送センター（1990年竣工）と道路を挟んで向かい側にある北館（2005年竣工）はすぐには解体されず、関連会社などが引き続き使用していた。その後北館は2022年頃、放送センターは2023年末頃に解体され、放送センター跡地にはマンションが建設された。これを以て、中京テレビは東山タワーを除いて創業の地である高峯町から撤退となった。
なお社屋の移転に合わせ、中京テレビでは新コーポレートマークと新たにブランドステートメントを発表、同時にコーポレートカラーとして「Chukyo Active Pink」も制定し、和文ロゴも一新した。これらは移転前の2016年（平成28年）4月1日から使用を開始し、キャラクターのチュウキョ〜くんについても使用を継続する。
社屋移転に伴い、『24時間テレビ 「愛は地球を救う」』のメイン会場も2018年（平成30年）からは従来の栄ではなく、本社横の公園、キャナルパークささしま（社屋と愛知大学名古屋キャンパスの間）での開催になった。しかし、イベント開催時間は短縮（番組放送時間内にイベント終了）されたので、名古屋地区での『サライ』の大合唱は2017年（平成29年）が最後となった。

## 所在地
出典：
- 本社：〒453-8704 愛知県名古屋市中村区平池町4丁目60番地11
- 豊橋支局：〒440-0888 愛知県豊橋市駅前大通3丁目52番地 トヨハシセンタービル4階
- 岐阜支局：〒500-8844 岐阜県岐阜市吉野町6丁目6番地 リブラ21 3階
- 三重支局：〒514-0009 三重県津市羽所町700番地 アスト津8階
- 東京支社：〒100-0011 東京都千代田区内幸町1丁目2番2号 日比谷ダイビル17階
- 大阪支社：〒530-0003 大阪府大阪市北区堂島2丁目1番31号 京阪堂島ビル8階

## 沿革
- 1964年（昭和39年）3月1日 - 中京テレビ放送が名古屋民放テレビ4局目の免許申請を行った。VHF7chとUHFを併願したが、関西テレビ（KTV、フジテレビ系列・VHF8ch）と混信の恐れのあることがわかり[注釈 2]、UHFで開局することになった。出願各社は最終的に中京テレビ放送に一本化。
- 1967年（昭和42年）11月1日 - 予備免許交付[9]。
- 1968年（昭和43年）3月1日 - 中京ユー・エッチ・エフテレビ放送株式会社設立。愛称を中京テレビ、略称をCTVとする。
- 1969年（昭和44年）
  - 4月1日 - NETテレビ（株式会社 日本教育テレビ、現・テレビ朝日）系列局としてテレビ放送を開始。
    - 同時にカラーテレビ放送を開始したが、同時開始は中京広域圏の民間放送初。全国では4番目。
    - 当時の編成については、当該項を参照のこと。

  - 10月1日 - 東京12チャンネル（現・テレビ東京）の番組ネットを開始。
- 1970年（昭和45年）
  - 1月1日 - この年に発足したANNに、名古屋放送（当時）と共に加盟。
  - 4月1日 - 中京テレビ放送株式会社に社名変更。
- 1971年（昭和46年）4月 - 早朝の放送を開始。それ以前には、編成の都合で午前9時前後から放送されていた。
- 1973年（昭和48年）
  - 4月1日 - 日本テレビ系列のフルネット局となる。ただし1983年（昭和58年）9月にテレビ愛知が開局するまでの間、一部東京12チャンネル→テレビ東京系番組の放送も続けていた。
  - 同時にNNN・NNSに加盟[10]。
  - 8月10日 - 「日本テレビ系5社協定[注釈 3]」が発効。中京テレビもその1社となり、日本テレビ系列における基幹局として位置づけられる[11]。
- 1976年（昭和51年）4月11日 - 『お笑いマンガ道場』が放送開始（ - 1994年（平成6年）3月27日）。
- 1977年（昭和52年） - 2016年（平成28年）3月末まで使われたシンボルマークを制定。
- 1979年（昭和54年）
  - 時期不明 - 本社新館竣工。
  - 6月15日 - 音声多重放送の実用化試験放送のサービス放送を開始（在名局初）。
  - 8月1日 - 音声多重放送の実用化試験放送の正式放送を開始（CBCテレビ、東海テレビ放送と同日）[12][13]。
- 1990年（平成2年）時期不明 - 本社放送センター竣工。
- 1994年（平成6年）4月10日 - 『P.S.愛してる!』が放送開始（ - 2001年（平成13年）9月30日）。以降PSシリーズは『PS』→『PS三世』→『PS純金』と番組名を変更しながら、2025年7月現在も放送継続中。
- 1996年（平成8年）3月6日 - 中京テレビ公式サイトを開設[14]。
- 1999年（平成11年）11月 - 『NNN24』（現・日テレNEWS24）のフィラー放送を開始、それ以降は終夜放送に移行。
- 2000年（平成12年）4月 - 局の新しいマスコットキャラクターとしてチュウキョ〜くんが登場する。
- 2001年（平成13年） - 社名ロゴを、チュウキョ〜くんの絵柄が入ったピンク色のロゴに変更。
- 2003年（平成15年）12月1日 - 地上デジタル放送の本放送開始。同時に、アナログ・デジタル統合マスター（主調整室）に更新。（東芝製）
- 2005年（平成17年）
  - 秋 - フリーマガジン『チュッ!プレス』の発行を開始。
  - 11月- 本社北館竣工。
- 2006年（平成18年）4月1日 - 地上デジタル放送によるワンセグ開始。
- 2007年（平成19年）
  - 3月21日 - 名鉄百貨店ヤング館1階に、中京テレビの番組グッズ取扱店・Chu!SHOPをオープン。
  - 7月21日 - 新潟県中越沖地震の避難所（新潟県柏崎市）のテントに、「盗聴器と誤解されかねない無線集音マイク」を無断設置する不祥事を起こす[15]。
- 2011年（平成23年）
  - 5月11日 - ささしまライブ24地区に新社屋を建設することを公表。2016年度の竣工を目指す。
  - 7月1日 - 子会社の「株式会社 中京テレビ映像企画」と「中京ビデオセンター株式会社」が統合、「株式会社 CTV MID ENJIN」を設立。
  - 7月24日 - この日正午をもって地上アナログ放送を終了。23時58分、地上アナログ放送終了に伴う特別エンディングが当時のアナウンス部長である佐藤啓のナレーションで放送され、その後完全停波。地上デジタル放送に完全移行。
- 2015年（平成27年）12月7日 - 新社屋竣工。
- 2016年（平成28年）
  - 4月1日 - ロゴを現在のロゴに変更。Cを図案化したマークと「CHUKYO TV」に変更。ブランドステートメントとして「あなたの真ん中へ。」を制定。同時に、和文ロゴも一新。社名は変更なし。
  - 6月12日 - ドラマプロデューサーの小松伸生が日本テレビ出身者としては初めて社長に就任[16]。
  - 11月20日 - 旧本社からの最終放送日。
  - 11月21日 - 現社屋に移転。
- 2017年（平成29年）1月23日 - データ放送を活用したゲームコンテンツ「チュウキョ〜くんランド」のサービスを開始[17]。
- 2018年（平成30年）
  - 7月19日 - アイデアクラウドと共同で、英語圏に向けたバイリンガルVTuberプロジェクト『Japanese HANJO! TV』を開始。同時にバイリンガルVTuberのキミノミヤがデビュー。
  - 9月 - アイデアクラウドと共同で、VTuberアナウンサープロジェクトを開始。同時にVTuberアナウンサーの大蔦エルがデビュー。
  - 10月1日 - アイデアクラウドとの共同出資によりXRエンターテインメント有限責任事業組合を設立。
  - 10月 - ZIP-FMと大災害などの非常事態時の報道連携を発表。
- 2019年（平成31年・令和元年）
  - 4月1日 - 開局50周年。
  - 5月 - 愛知県内の民放テレビ4局（CBCテレビ、東海テレビ、名古屋テレビ）との間で災害時におけるヘリコプター共同取材の協定を締結[18]。
  - 6月1日 - 元日本テレビ放送網専務執行役員の丸山公夫が社長に就任。
  - 6月 - 岡崎支局閉鎖。
- 2020年（令和2年）3月27日 - 在名4局（CBCテレビ、東海テレビ、テレビ愛知）と共同で在名民放局共同配信サービス『Locipo』開始[19]。
- 2021年（令和3年）
  - 4月13日 - 『PS純金』のフォーマットを基に対象地域を日本全域へと拡げた、『ヒューマングルメンタリー オモウマい店』が放送開始[20]。
- 2022年（令和4年）
  - 3月14日 - 「NNS標準営放システム」サービス提供開始[21]。
  - 7月1日 - 株式会社中京テレビサービスを存続会社として、株式会社中京テレビ事業を吸収合併。同時に株式会社中京テレビサービスの商号を株式会社中京テレビクリエイションへ変更[22]。
  - 10月1日 - 本社ビルの使用電力を完全に、CO2フリー電気へ切り替える。[23]
- 2025年（令和7年）
  - 4月1日 - 当社と読売テレビ放送、福岡放送、札幌テレビ放送が統合し、読売中京FSホールディングス（FYCSHD）が発足。当社はFYCSHDの傘下となる[24]。

## 社史・記念誌
中京テレビ放送では、以下の3冊を発行している（2020年1月時点）。
- 明日へはばたく 中京テレビ放送10年の歩み（中京テレビ放送・編） 1979年3月発行、45ページ。
- 中京テレビ放送 開局20周年史（中京テレビ20周年社史編纂委員会・編纂） 1989年4月発行、54ページ。
- 中京テレビ50年史 あなたの真ん中へ。（中京テレビ放送株式会社・編） 2019年11月発行、278ページ。

## ネットワークの移り変わり
- 1969年（昭和44年）
  - 4月1日 - NETテレビ系列として開局。ただしクロスネットであった名古屋テレビがネット受けを行わない日本テレビ系列、NETテレビ系列の番組を編成したため、不利な経営を強いられた。
  - 10月1日 - 東京12チャンネルとネットを組む。このため、東京12チャンネルのネット局という位置付けになる。
- 1970年（昭和45年）1月1日 - 名古屋テレビとともにANNに加盟する。ニュースはANN。番組は日本テレビ系列、NETテレビ系列、東京12チャンネルの3系列が混在した編成となる。この年の4月以後、日本テレビが名古屋テレビのゴールデンタイム枠を確保するために協定を締結。日テレ系番組の同時ネットを行ったため、中京テレビのゴールデンタイム枠はNETテレビと東京12チャンネルの番組編成が主体となる。1972年（昭和47年）9月、名古屋テレビがその協定を無視して、NETテレビの番組を土曜日にネットすることを決定。
- 1972年（昭和47年）12月28日 - 同日を以て、日本テレビ系列のフルネット局となることが決まる。
- 1973年（昭和48年）4月1日 - ANNを脱退して、NETテレビの番組が放送終了。NNN・NNSに加盟して、日本テレビ系列のフルネット局として再出発した[10]。その一方で、東京12チャンネル（テレビ東京）系列の一部番組のネットを継続。
- 1983年（昭和58年）9月1日 - テレビ愛知の開局により、テレビ東京系列の番組が放送終了。

## 資本構成
企業・団体の名称、個人の肩書は当時のもの。出典：

### 概要
旧・東海銀行（現・三菱UFJ銀行）を中心とした名古屋財界の総意の下に設立された会社であり、2013年（平成25年）まで社長を務めた徳光彰二までの歴代社長は東海銀行出身者が就任していたほか、設立には中部日本放送（現・CBCテレビ、CBCラジオ 持株会社の子会社として運営）や東海テレビ放送も大きく関わっている。しかし、中日新聞社は集中排除の原則から出資せず、新聞資本は開局以来日本経済新聞社が大株主に加わっていた。このため、テレビ愛知開局まではテレビ東京ともネットワーク関係にあった。初代社長はサンジルシ醸造の創業家一族で当時同社社長であった佐藤信之助が就任した。
開局当時、キー局のNETテレビ（現・テレビ朝日）とその親会社である朝日新聞社、および現キー局の日本テレビ（現・読売新聞東京本社）とその親会社である読売新聞社は引き続き名古屋放送（現・名古屋テレビ放送）への出資を継続する方針を採ったため、中京テレビにはこれらの大株主としての出資が見送られた。
1973年（昭和48年）4月の日本テレビ系列へのネットチェンジからテレビ愛知開局までの期間である1978年（昭和53年）時点で、当時の日本テレビ社長・小林與三次と東京12チャンネル（現・テレビ東京）社長の中川順が中京テレビの取締役を務めていた。現在でも読売新聞グループは、名古屋テレビ放送に非常勤取締役を1名派遣している。
これらの事情から、ネットチェンジ前はNETテレビと日本テレビから幹部のみ派遣されており、1972年3月時点で日本テレビから兼村脩が業務部長、NETテレビから柿木郁夫が編成部長としてそれぞれ派遣されていた。
テレビ愛知開局に伴い日経グループが資本撤退し、ようやく日本テレビとその関連会社が主要株主に浮上した。読売新聞グループの再編に伴い、一時的に読売新聞グループ本社が上位株主に浮上したが、間もなく日本テレビをはじめとする中京テレビの既存株主に売却した。
2025年4月1日付で共同株式移転により読売中京FSホールディングス（FYCSホールディングス）を設立し、同社の完全子会社となった。これにより読売新聞グループの間接出資比率が上昇した。

### 2025年4月1日現在
| 資本金          | 発行済株式総数 | 株主数 |
| --------------- | -------------- | ------ |
| 1,056,000,000円 | 1,152,000株    | 1      |

| 株主                       | 比率 |
| -------------------------- | ---- |
| 読売中京FSホールディングス | 100% |

## 特徴
- かつての中京テレビ自社製作番組で字幕放送を実施していたのは『あなたと中京テレビ』のみで、全国ネット用の番組ですら字幕放送を実施していなかった。その後、2004年10月に『ピアット』で字幕放送を開始したのをきっかけに、字幕放送採用の番組が増加するようになった。自社製作番組における各局送出では、かつては全国ネット用・ローカル用問わずテープの絵のリール部分に「字幕」の文字が入ったものを表示していた。
- 2008年7月23日まで、日本テレビ系列局製作のHD（ハイビジョン）対応番組では番組の冒頭で画面右上に「HV ハイビジョン番組」と黒文字で表示していたが、自社製作番組では「HV ハイビジョン制作」と黒文字で表示していた（表示開始当初、一部の番組では「HV ハイビジョン番組」と表示していた）。字幕放送を実施する際には他の日本テレビ系列局と同様に、上に「HV ハイビジョン制作」、下に「字幕放送」と同時に表示していた。ただし、表示開始当初は字幕放送テロップを同時には表示せず、「HV ハイビジョン制作」と「字幕放送」とで別々に表示していた。
- 主要都市圏内にある系列局は、毎年ディズニー・オン・アイス日本公演の主催とその模様を伝える特別番組の製作を担当しているが、このアイスショーを日本へ招聘したのは中京テレビである。また中京テレビは、地方局がディズニー・オン・アイス関連番組を製作する際のサポートもしている。日本公演の公式サイトも、2023年現在では中京テレビ公式サイト内に設けられている。
- 1999年以降、当時の『NNN24』（現・日テレNEWS24）のフィラー放送開始で、平日・土曜の深夜は一律終夜放送となっており、数週間から数か月に1回程度の日曜深夜の放送終了後から月曜朝4時29分または4時59分までは同番組のフィラー放送が休止されて同局のメンテナンスタイムに充てられている。2016年6月以前は日曜深夜はほぼ毎週同番組のフィラー放送は休止となっていて、選挙等の時や日曜深夜に於ける放送終了時間が大幅に遅い場合のみ日曜深夜でも日テレNEWS24のフィラー放送が行われていた[注釈 5]。また、月曜未明で放送休止となった場合、放送開始数分前にカラーバーと試験電波のテストパターンの放送を行ってから『日テレNEWS24』のフィラー放送に入り[注釈 6]、EPGおよび公式サイトの番組表には2022年迄は「試験電波」[注釈 7]と表示されている。
- 在名テレビ局の中でも動画配信事業に積極的な姿勢を見せており、『太田上田』は放送開始と同時にネット配信を実施し、2016年8月からは在名テレビ局で初となる番組の無料配信サービス「Chuun」を開始。2020年3月27日からはサービス名を「Locipo」に変更し、メ〜テレを除くCBCテレビ・東海テレビ・テレビ愛知の在名テレビ3局も参入。日本初のローカル局同士による共同の動画配信事業となった[注釈 8]。その後メ〜テレも2023年10月からLocipoに参加している。

### 番組編成
- 開局当初はニュースネットはANNのみ加盟していたが、ANNは名古屋テレビとの並列加盟（当時NBNはNNNにも加盟）であったため、昼と夕方の『ANNニュース』をネットできなかった。それを補完する意味で、当時日本経済新聞が資本関係にあったため、同社と報道提携の関係にある東京12チャンネル製作の『東京12チャンネルニュース』を『中京テレビニュース』と改題してネットしていた。
- かつての日本テレビ系列局はプロ野球巨人戦のホームゲームをほぼ全試合中継していたが、2000年代からは視聴率の低下によって中継数が減少。その影響で、中京テレビは2006年10月10日の中日ドラゴンズのリーグ優勝を中継することが中継権等の絡みからできず、抗議が殺到した[注釈 9]。ドラゴンズOBで中京テレビ野球解説者になった者は、三沢淳（第41回衆議院議員総選挙への立候補につき退任）、高橋三千丈、川又米利などがいる。なお、中京テレビは中日のホームゲーム放映権を持っていないことから、中京テレビ野球解説者は東海ラジオの野球解説者と兼務する者が多い。
- 2008年より、CS放送の専門チャンネル向けに放送される『Jリーグ中継』の名古屋グランパスエイトホーム戦時の制作協力を担当している。多くの試合は中京テレビアナウンサーが実況やリポーターを担当するが、稀に同じスカパー!などでも実況等を担当しているフリーアナウンサーと解説者が出演することがある。またグランパスに関しては、Jリーグ黎明期に開催されていた沖縄テレビ主催によるおきぎんカップ（名古屋と沖縄県のサッカークラブとのプレシーズンマッチ）の試合を東海テレビと隔年で放送していた（試合中継は沖縄テレビ製作のものを放送）。
- 在名民放局の中では全国ネット番組の制作に積極的で、『お笑いマンガ道場』を皮切りに現在も全国ネット枠を複数受け持っているほか、2005年には深夜番組だった『サルヂエ』が全国ネットのゴールデンタイムに進出[注釈 10]、こちらは企画製作を引き続き中京テレビが担当する一方、著作・配信・スポンサーセールスは日本テレビが担当する形になった。2025年7月現在の全国ネット番組は、中京ローカルの『PS純金』をベースに全国へ広げた『ヒューマングルメンタリー オモウマい店』（毎週火曜 19:00 - 19:54。2021年4月開始）と、「プラチナイト」（23:59 - 翌0:54）水曜日枠の『人間研究所 〜かわいいホモサピ大集合!!〜』（2025年4月開始）・『海老だって鯛が釣りたい』（2025年7月開始）を制作している。なお、現在制作中の全国ネット番組はすべて平日放送で、他の在名民放で見られる土・日曜放送の全国ネット番組は制作していない。
- また、読売テレビとは関係が非常に良好で、読売テレビ製作のバラエティ番組や同局製作のUHFアニメを放送したり、読売テレビ製作の情報番組を他の系列局より一足先にネットを開始することが多くなっている。また他にも、読売テレビとのバラエティ番組の共同製作を行ったりするなど、関係が良好になっている。一例として、2007年10月に『情報ライブ ミヤネ屋』が『ザ・ワイド』の後継番組扱いで現在の時間帯に枠移動（完全な全国ネットとなったのは2008年3月末から）した際も、ネット地域拡大に先駆けて同年9月24日から28日にお試し版という形で当時16 - 17時台に放送されていた同番組を同時ネットしていた[注釈 11]。
- 1992年放送開始の『快快!高田病院へ行こう』でタレントの高田純次を起用して以降、同局では高田の番組を多数制作するようになった。2025年4月現在でも『PS純金』と『上沼・高田のクギズケ!』（後者は読売テレビとの共同制作）で司会をしている。

### テレビアニメ・特撮に関して
- 在名民放局としては、唯一単独でテレビアニメを自社で製作した実績が無い。ただし、近年のアニメは製作委員会方式で作る事が多く、下記のように委員会に参加（出資）した作品は何例かある。（すべてが深夜帯に放送する、いわゆる「深夜アニメ」）
  - 『シキザクラ』 - 同局としては初めて製作委員会の筆頭になって作られた30分尺の連続テレビアニメ。（当初は2020年放送予定とされていたが1年延期され、2021年に放送）[33]。出演声優を東海3県在住者限定で一般公募し、オーディションとレッスンの経過も適宜深夜バラエティ番組などで放送した。
  - 『Infini-T Force』 - 主要系列局と共同制作。（製作に初めて参加した作品）
  - 『継つぐもも』 - 独立局で放送したアニメ（Wikipediaでは「UHFアニメ」と称す）。他局と共同で製作参加。

このほか深夜のアイドルバラエティ『SKE48の世界征服女子』内で、短編アニメ『ぬっことはるか』と『ゴクジョッ。〜極楽院女子高寮物語〜』を放送したことがある。また2023年12月18日からは、1話2分の短編アニメ『カッラフルなエッッブリデイ』（原作：むめい）が毎日深夜に放送された（2024年1月14日深夜まで、全26話。2023年12月31日・2024年1月1日の深夜は休止）。
- 制作に関与せず放送した作品としては2007年5月21日から10月1日まで中京テレビがネットしていた『アイドルマスター XENOGLOSSIA』が最初。このアニメも深夜のUHFアニメで、東海3県の民放テレビ局がこの種のアニメを放送した事例としては一番遅かった。
  - なお、このアニメは当初、同年5月17日から東海テレビで放送される予定と告知されていた（近畿地方では関西テレビで放送）。しかし、これは制作側の不手際で、元々東海テレビでの放送予定は無く、放送開始予定日直前の4月下旬になって同局での放送は中止になったと発表された[35]。その後、代替ネット局として中京テレビが同作品を放送することになった[36]。このネット局の変更劇を機に、中京テレビは東海テレビのネット時代に生じていた大幅な遅れネット状況を挽回すべく、UHFアニメとしては異例の4回にわたる特別編成を実施した。
  - その後は、断続的に読売テレビ製作作品を中心にさまざまなUHFアニメを放送して、2018年10月からはローカル深夜アニメ枠『チュッキョアニメ』を立ち上げ、上記のようにある程度積極的にアニメに関与していた[注釈 12]。2021年12月末で枠名称が廃止。アニメ枠自体も日本テレビ系列全国ネットの枠を除き、放送は消極的な傾向にある。

特撮に関しては、既存作品の傑作選とオリジナル特撮ドラマで構成された深夜番組『今甦る!昭和ヒーロー列伝』を中京ローカルで放送していたことがある。

## リモコンキーID

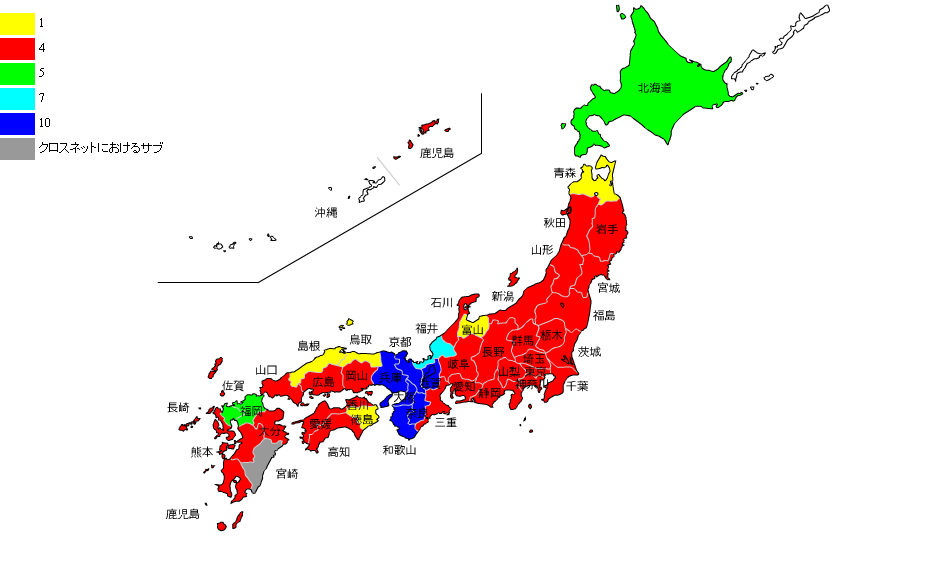
日本テレビ系列のリモコンキーID地図

- 地上デジタル放送のリモコンキーIDは、在京キー局の日本テレビと同じ「4」である。これは、NHK Eテレが全国共通で「2」となっているNHK名古屋放送局を除けば、在名テレビ6局で唯一在京テレビ局と同じ番号である（テレビ朝日系列局のメ〜テレやテレビ東京系列局のテレビ愛知も系列キー局と同じIDを申請したものの、諸事情により取得できなかった）。

## テレビチャンネル

### デジタル放送
- 呼出符号 - JOCH-DTV
- 呼出名称 - 中京テレビデジタルテレビジョン
- 名古屋本社送信所 - 瀬戸デジタルテレビ放送所（瀬戸デジタルタワー）
- 物理 - 19ch
- 空中線電力 - 3kW[37]
- リモコンキーID - 4
- 3桁 - 041、042、045（臨時用）、641（ワンセグ用）。

#### 愛知県
- 豊橋 17ch 10W
- 田原 17ch 3W（垂直偏波）
- 鳳来大野 19ch 300mW
- 二川 17ch 300mW
- 稲武東 17ch 50mW
- 稲武西 19ch 10mW
- 幡豆 37ch 300mW（垂直偏波）
- 本宿 38ch 50mW
- 赤羽根 40ch 300mW

#### 岐阜県
- 中濃 17ch 10W
- 中津川 17ch 20W
- 長良 17ch 2W
- 高山 17ch 20W
- 土岐南 17ch 3W
- 下呂 17ch 3W
- 郡上八幡 17ch 10W
- 神岡 17ch 1W
- 流葉 19ch 300mW
- 坂下 19ch 1W
- 付知 19ch 1W
- 明智 19ch 1W
- 多治見 17ch 1W（垂直偏波）
- 土岐北 17ch 300mW（垂直偏波）
- 瑞浪 17ch 1W
- 加子母 17ch 300mW
- 中野方 17ch 300mW
- 白鳥 19ch 1W
- 芥見 17ch 1W
- 各務原鵜沼 19ch 50mW
- 多治見姫 17ch 50mW（垂直偏波）
- 鵜沼宝積寺 38ch 50mW

#### 三重県
- 伊勢 17ch 100W
- 名張 19ch 10W
- 尾鷲 17ch 10W
- 熊野 19ch 3W
- 磯部 19ch 1W
- 鳥羽 19ch 1W
- 伊賀 19ch 3W
- 南勢 19ch 1W
- 北勢 19ch 3W
- 紀宝成川 19ch 300mW
- 紀宝神ノ内 41ch 300mW

### アナログ放送
2011年7月24日停波時点 JOCH-TV、JOCH-TAM
先述の通り、広域放送局で唯一のUHF波送信局であったがチャンネルポジションの設定は殆どの世帯で7chに登録されていた。

#### 愛知県
- 名古屋（本社敷地内東山タワー） 35ch[注釈 14] / 30kW
- 豊橋 58ch / 100W
- 小牧桃花台 47ch（垂直偏波）
- 豊田 59ch（垂直偏波）
- 美浜 59ch
- 稲武東 61ch
- 稲武西 38ch
- 鳳来大野 39ch
- 岡崎明大寺 69ch（SHF）

#### 岐阜県
- 岐阜長良 47ch
- 関 45ch
- 土岐南 40ch
- 土岐 59ch
- 駄知 59ch
- 瑞浪 59ch
- 多治見 59ch（垂直偏波）
- 中津川 26ch
- 明智 54ch
- 高山 26ch
- 下呂 26ch
- 郡上八幡 26ch
- 神岡 43ch
- 流葉 62ch（垂直偏波）

#### 三重県
- いなべ北勢 40ch
- 亀山・関 51ch
- 伊勢 47ch
- 鳥羽 36ch
- 磯部 39ch
- 名張 54ch
- 伊賀 42ch
- 尾鷲 26ch
- 熊野 25ch

## 区域外再放送
長野県の泰阜村コミュニケーションネットワークで区域外再放送をしている。

### 廃止

#### 静岡県
- 浜松ケーブルテレビ - 2013年（平成25年）10月31日終了。

#### 長野県
- 木曽広域ケーブルテレビ - アナログ放送の終了に伴い、2011年（平成23年）7月24日終了。
- コミュニケーションネットワーク阿南

## ネット配信
2016年（平成28年）9月24日に動画配信サービス「Chuun」を開始。オリジナルコンテンツや番組見逃し配信を実施していたが、2020年（令和2年）3月28日に在名放送局3局（東海テレビ・CBCテレビ・テレビ愛知）と共同運営の動画配信サービス「Locipo（ロキポ）」へ移行した（2023年10月2日からはメ〜テレも参加）。なお、全国ネット番組に関してはTVerやHuluにも提供している。

## 情報カメラ設置ポイント

### 現存する設置ポイント
- 愛知県 - 笹島（社屋屋上）、栄、東区東桜（アーバンネット名古屋ビル）、名古屋駅（名鉄百貨店本館）、中部国際空港、田原市（渥美半島、伊良湖オーシャンリゾート）、豊橋市
- 岐阜県 - 岐阜市（岐阜シティ・タワー43）、高山市（中橋、尚古堂屋上）、名神岐阜羽島インターチェンジ
- 三重県 - 鳥羽市（鳥羽港・鳥羽シーサイドホテル）、尾鷲市（尾鷲港）、桑名市（名古屋アンパンマンこどもミュージアム&パーク）

### 過去に設置されたポイント
- 愛知県 - 名古屋駅（大名古屋ビルヂング）、名古屋市中区錦3丁目（有楽河合ビル（現・CTV錦ビル））、名古屋空港、愛・地球博長久手会場（万博期間中のみ）

## 現在放送中の番組

### 自社製作・日本テレビ系全国ネット番組
- オードリーさん、ぜひ会ってほしい人がいるんです。（火曜 0:59 - 1:29（月曜深夜））
- ヒューマングルメンタリー オモウマい店（火曜 19:00 - 19:54）
- 人間研究所 〜かわいいホモサピ大集合!!〜（水曜 23:59 - 翌0:24、プラチナイト水曜枠）
- 海老だって鯛が釣りたい（木曜 0:24 - 0:54（水曜深夜）、プラチナイト水曜枠、再放送／水曜 1:51 - 2:21（火曜深夜））※再放送は中京広域圏のみ
- 日本で一番早いお笑いバトル!フットンダ王決定戦（毎年1月1日午前（12月31日深夜））
- ブリヂストンレディスオープン（毎年5月第3週）※土曜・日曜に全国ネットで放送（中京広域圏では初日から）
- 環境特別番組（毎年5月末 - 6月初めの『Good For The Planetウィーク』期間の土曜日の午後に放送、2019年までは『海の日特別番組』としてその名の通り毎年7月第3月曜日の海の日に放送していた[注釈 15]）
- 冒険!ヤバイヤー（毎年9月）

### 一部地域でネットされる番組
- 上沼・高田のクギズケ!（日曜 11:40 - 12:35、読売テレビとの共同制作）
- まだまだオモウマい店（火曜 19:54 - 20:00）
- 太田上田（水曜 0:59 - 1:24（火曜深夜））

### 自社製作・中京広域圏ローカル番組
帯番組
- あさドレ♪（月曜 - 金曜 5:50 - 6:54 及び 7:40頃 - 7:55）
- ハッピーブランチ!（月曜 - 木曜 10:25 - 10:30） - 本番組枠内で『“PUSH！”』を放送。過去に本番組で放送していた『チケット!』は、月曜 - 木曜 10:30から放送『夏休みアニメ劇場』内のCM枠で、水曜・木曜に放送
- ストレイトニュース（月曜 - 金曜 11:30 - 11:55）
- キャッチ!（月曜 - 金曜 15:48 - 19:00）
- MCゴリラッチョ（金曜 1:34 - 1:42（木曜深夜）、月曜 2:08 - 2:15 （日曜深夜））
- 4チャン、押してみな。（毎日 不定時）
- 街の温度（毎日深夜 不定時）

月曜
- シネマBAR（1:58 - 2:08（日曜深夜））
- アプデの森（21:54 - 22:00）

木曜
- 推しえて! 推しらせ! ふぁぼドール。（0:54 - 1:24（水曜深夜））※毎月第3水曜深夜は除く
- Monthly GRAMPUS!（0:54 - 1:24（毎月第3水曜深夜））

金曜
- 喫茶ソルセオ（0:54 - 1:04（木曜深夜））
- カミング（10:25 - 11:30）
- PS純金（19:00 - 19:56）
- 凸ッ!!（22:54 - 23:00）

土曜
- ムジナバケール（0:30 - 0:45（金曜深夜））
- でんじろう先生のはぴエネ! （11:25 - 11:30）
- ふらいんぐ〜たくさん（11:45 - 11:55）
- ナゴヤでご名答!（16:55 - 17:00、再放送／日曜 5:42 - 5:45、火曜 1:29 - 1:35（月曜深夜））
- BIZIT ～未来をつくる次の一手～（20:54 - 21:00）

日曜
- #しゃにむにロック（不定期）
- あなたと中京テレビ（毎月第4日曜 5:45 - 6:00）
- ぐ〜たくさん（9:55 - 11:40）
- さいしょの一歩（17:25 - 17:30）

特別番組
- 全国高等学校サッカー選手権大会愛知大会・決勝戦中継
- フジパンCUPユースU-12サッカー大会関連番組
- 名古屋グランパスホームゲーム中継 - 上記「番組編成」節で述べた通り、2008年度からは専門チャンネルで放送される『Jリーグ中継』も手掛けている。その一方で、地上波でのJリーグ中継の放送は減っている。
- 名古屋ダイヤモンドドルフィンズホームゲーム中継
- トヨタ自動車ヴェルブリッツホームゲーム中継
- DRAMATIC BASEBALL（中日ドラゴンズ戦）
  - 東京ドームで行われる対巨人戦を日本テレビからのネット受け（日本テレビでの地上波放送がない場合は衛星波向け中継を裏送り）で放送するほか、対巨人戦以外のビジターゲームも系列局からのネット受けまたは自社制作のどちらかで放送する。ビジターの地元系列局での放送がない試合では、球団配給の公式映像の制作会社（ヤクルト主催：フジ・メディア・テクノロジー、DeNA主催：TBSアクトなど）から製作協力を受ける。

### 日本テレビ系列局製作・時差ネット番組
特記のない番組は日本テレビ製作。
- にけつッ!!（月曜 1:25 - 1:58（日曜深夜）、読売テレビ制作）
- ニノさん（火曜 1:35 - 2:35（月曜深夜））
- 音道楽√（ROOT）（水曜 2:21 - 2:51（火曜深夜）、読売テレビ制作）
- 浜ちゃんが!（木曜 1:29 - 1:59（水曜深夜）、読売テレビ制作）
- ガンバレルーヤの週末移住バラエティ 冠ルーヤ（木曜 1:59 - 2:32（水曜深夜）、日本海テレビ制作）
- ナンデモ特命係 発見らくちゃく!（金曜 1:04 - 1:34（木曜深夜）、福岡放送制作）
- メシドラ〜兼近&真之介のグルメドライブ〜（金曜 1:42 - 2:12（木曜深夜））
- バズリズム02（金曜 2:12 - 3:12（木曜深夜））
- スクール革命!（土曜 0:45 - 1:45（金曜深夜））
- 道産人間オズブラウン（土曜 1:45 - 2:15（金曜深夜）、札幌テレビ制作）
- 24時間テレビチャリティー・リポート（土曜 5:25 - 5:30）
- 光が死んだ夏（日曜 1:55 - 2:25（土曜深夜））
- FOGDOG（日曜 2:25 - 2:55（土曜深夜）、読売テレビ制作）
- それいけ!アンパンマン（日曜 6:30 - 7:00）
- 草彅やすともの うさぎとかめ（日曜 12:35 - 13:30、読売テレビ制作）
- グッと!地球便（日曜 16:55 - 17:25、読売テレビ制作）

## 放送終了した番組
「※HD」はハイビジョン対応番組。

### 自社製作・日本テレビ系全国ネット番組

#### ドキュメンタリー・紀行
- ワザあり!にっぽん - 放送番組センターの配給番組として、日テレ系列外の地方局でも放送。
- 旅は日帰リッチ
- 旅ダチ!
- 健康の旅 北から南から
- こどもディレクター

#### 教養
- 早見優のアメリカンキッズ
- Hayami English Network
- デラでら!早見英語塾

#### 音楽
- 外山雄三 音楽・世界の旅 - 放送番組センターの配給番組として、日テレ系列外の地方局でも放送。
- PINK PAPARAZZI → ピンパパ

#### バラエティ
- 嫁と姑とあのねのね
- お笑いマンガ道場 - 関東地区では当初ネットワーク関係にあった東京12チャンネルで放送されていたが、テレビ愛知開局の3年前に日テレ系ネットへ移行した。
- 快快!高田病院へ行こう
- 小園総研
- ここにシャチあり!
- 神様!!BOMB!
- ビリビリさせて
- すっぴんDNA
- ろみひー
- マチャミの全部いただきっ!!
- ヤミツキ
- あんたにグラッツェ! → あんグラ☆NOW!
- Chanoma girls
- 優香&ビビアンのムチャ修行!
- ルートf
- サルヂエ ※HD・字幕放送 - ゴールデンタイムに昇格後は日本テレビと共同製作。
- 少年チャンプル
- 女優魂
- いただきマッスル! ※HD・字幕放送 - 四国放送以外のNNS加盟局でネット。TBS系列の宮崎放送でも放送されていた。
- スーパーチャンプル ※HD・データ放送
- 業界クイズ ミニキテ! ※HD・字幕放送
- ニッポン縦断おかず発見!ルート88 ※HD
- フットンダ
- カウントダウン・ドキュメント 秒ヨミ!
- ビックラコイタ箱
- 採用!フリップNEWS
- この人に逢わせて喜ばせたい!逢喜利
- ボイメンジャパネスク
- それって!?実際どうなの課
- お笑い4コマパーティー ロロロロ

#### ドラマ
- 高杉さん家のおべんとう
- こんなところで裏切り飯 〜嵐を呼ぶ七人の役員〜
- 霧尾ファンクラブ

#### 特別番組
- 七曲署捜査一係シリーズ〜太陽にほえろ!2001 - 『太陽にほえろ!』の連続ドラマ版は日本テレビの単独製作だが、この作品以降は日本テレビと中京テレビの共同製作だった[注釈 16]。
- 高田・久本・ビビアン 最強の料理人を探せ!!シリーズ
- 梅辰どんぶり亭
- 高田・大竹・渡辺のオヤジ三人旅
- 突撃ほかほかごはん隊!
- ミッション24
- 自然が奏でる交響曲『地球オーケストラ』この惑星の美しい音を探す大紀行
- 地球オーケストラ〜日本の美しい音を探す旅〜
- 和田アキ子のニッポン爆笑珍道中!!高田マネージャー付き

### 自社製作・日本テレビ系中部地区ブロックネット番組
- 私的道案内 - 系列局7局で放送。
- 鉄旅〜列車でぐるりと温泉に行こう!〜 - 系列局8局とサンテレビで放送。

### 自社製作・中京広域圏ローカル番組

#### ニュース・経済情報
- 中京テレビニュース - 『東京12チャンネルニュース』のタイトルを差し替えて、全国ニュースとして放送することもあった。
- NNNニューススポット ※HD - 基本的に東海地方のローカルニュースを放送していたが、時々東京発のニューススポットをネット受けで放送することもあった。2008年9月の日本テレビ版打ち切りに合わせ、中京テレビ版も廃止された。
- けさの株価 - 中京テレビの当時の筆頭株主であった日本経済新聞社との関係もあり、本来一部の日本テレビ系列で放送の『キユーピー3分クッキング』が中京地区では日本テレビ制作分は放送せず、中部日本放送→CBCテレビが自社制作一部全国ネット分を放送しているため、その時間を利用して名古屋証券取引所上場企業および東京証券取引所の東証ダウ平均株価→日経平均株価（現愛称：日経225）の前場終値の様子を伝えた。
- 6時のNEWS
- 中京TODAY
- ズームイン!!朝!内ローカル枠
- 中京テレビニュースプラス1 ※HD
- おめざめワイド ※HD
- おはZIP! ※HD - 2012年3月16日終了。後枠扱いで同年3月19日から『Oha!4 NEWS LIVE』第2部（日テレNEWS24（CS）製作）の番販ネットを開始。
- 中京テレビNewsリアルタイム ※HD
- ミヤネ屋 中京テレビNEWS ※HD
- 週刊☆コダワリタイム
- キャッチ!ブランチ
- ストライク!
- ZIP!CHUKYO -『ZIP!』のローカルパート。

#### スポーツ
- CTVダイナミックボウル
- チャレンジボウル・律子を倒せ!
- 週刊ドラドラ生放送
- 夢のドラゴンズ生放送
- ドラゴンズ・ノート
- 1001%ドラゴンズ
- スポーツまるごと!ドラドラ天国
- Viva!サッカー
- 熱血!ドラゴンズ宣言
- 行け!行け!!ドラゴンズ
- Viva!グランパス
- 雪組女子部
- CTV中央競馬実況中継
- スポーツスタジアム☆魂
- 月刊ハラスポ - 『土曜バラエティ』枠で月に1回、全12回放送された。
- 日曜日は女子ゴルフな日
- THE ヴェルブリッツ RISING!
- MAKE IT! EXTREME SPORTS SHOWCASE

#### 生活情報・料理
- ドカンと一鶴!アタックショー
- あまくちからくち
- 面白お天気塾
- おはようテレワッサン
- こんにちはテレヌーン
- わくわくタイム
- テレポトフ
- DOする土曜日
- お・は・よ!真亜子です
- ぼんちおさむのお料理パパ!
- 大藤ちゃんネル345 → 大藤ちゃんネル350
- 健康大好き!金造一家 → 金造の健康大好き![39]
- 今池ZAP!
- クスクス
- ほっとてれび
- ピアット ※HD・字幕放送
- WAKU★WAKU ※HD
- アンデュ ※HD
- 特報!EXPOプレス ※HD
- 作ろう!食べよう!わんぱくドリーム ※HD・字幕放送
- お助けマンマミーア! ※HD
- エミエミ ※HD
- Itayan ※HD
- おもいッきりDON!ナゴヤ ※HD
- ラッキー!!
  - ラッキーブランチ!!
  - ラッキーフライデー!!
- 幸せの黄色い仔犬
  - 幸せの黄色い仔犬・日曜版 仔犬の散歩 ※HD
- 4U
- 幸せうちレシピ
- キャッチ! サタデー
- ぐっと
- 前略、大とくさん

#### グルメ情報・紀行
- ふるさと・わが町ベスト10
- 旅はパノラマ ※HD・字幕放送
- フィッシングin中京
- きくち教児のグルメデート
- 来たゾふるさと探偵団
- 体感!ワンダフル日本
- P.S.愛してる!
- 多田木亮佑のグルメデート
- 心にエール!ふるさと夢図鑑
- そっちこっち絶品勝負!!
- うきうき釣りバカ亭
- 道くさ大王
- PS
- 感動!チューボー隊が行く!!
- PS三世
- ゴリ夢中 - 一部系列局にもネット。

#### 教養・トーク
- 民謡茶ばなし
- 中村メイコの宝石サロン
- 高齢社会が来る!
- 真代のカゲキにシンデレラ
- どっかうれしい金曜日
- セフィ倶楽部
- 中部夢未来
- 金曜日が最高
- 対談21世紀 - 後にキー局の日本テレビでも放送。
- おいしい週末 金曜倶楽部
- 早見優のズッキンカリメア
- きれいになるテレビ → 東京でみられないTV キレイすてき - 札幌テレビでも放送。
- 夢R人生

#### 音楽
- どれみふぁサンデー
- スター・イン・名古屋
- ファンタスティック・オーケストラ
- 名フィルミュージック・ドリーム
- サンデーコンサート
- THE Hit Man → THE Hit Man 2
- MUSIC RA-TE → Mラテ-G - ZIP-FMとの共同製作。

#### バラエティ
- CTVチャレンジスタジオ
- ゲラゲラコンテスト
- スターはあなた
- お笑いサル・カニ大合戦!!
- 湯原昌幸 → なべおさみのプレイメイツ!! - CTVレジャックスタジオからの公開生放送番組。前述の社屋移転前の特別クロージングでも白黒写真が登場した。
- ガンガンいこう!
- 5時SATマガジン
- ジョークドキュメントBBS放送局
- HONKYとーく
- おーい出てこい - ユニー（後のアピタ・ピアゴ）店内にて公開生放送で行われた番組。司会は清水国明、アシスタントは早坂あきよが務めた。
- 景山民夫の大人気セミナー（おとなげセミナーと読む）
- ヴィヴィアン
- ラジオDEごめん
- 圭修のうしみつ天国
- 生活情報クイズ 知って得Q便!
- ラジごめII金曜日の王様
- 小堺一機の恋愛専科 色恋ざうるす
- ラジごめIIIホンジャマカ共和国
- 電波結社バババ団
- キス・ミス・チック → キスミスチック'96
- クローゼットフリークショー
- めざせ!総・楽・天
- アン・ナオ
- キャイ〜ンのギャロンパ
- 吉本タイマン王
- ロスロケッ
- ギュウぎゅう吉本詰め
- 優子がゼッタイ!
- ウキ→ビジュ ※HD・データ放送
- でんじろう先生の日曜実験室 ラブラボ! ※字幕放送
- D4 ※HD・データ放送
- TA☆RO
- F2C ※HD・データ放送
- SAKAE TA☆RO
- バリバリ!電波あいどる ※データ放送
- 愛の修羅バラ! - 読売テレビとの共同製作。一部系列局にもネット。
- 地元応援バラエティ このへん!!トラベラー
- 河本感謝祭
- 芸能界鉄道研究会 鉄研
- 758LABEL 〜NAGOYAカワイイ製作所〜
- アナアナ商会
- 恋するゴルコン
- 夢か なう
- 〜芸人密着ドキュメント〜芸人検証
- ana-ana girl's
- お笑いハローワーク
- SKE48のアイドル×アイドル
- 相関ちくバラエティー WHITE ROOM
- 「俺たちのプロ野球伝説」〜嗚呼エキサイティングリーグ・パ!〜
- 爺と丁稚と花
- サタメン!!!
- SKE48の世界征服女子 → SKE48の世界征服女子 season2
- スギちゃんのほどほどにしてね
- ビューティ&ピース
- DISH//だし!
- ボイメン☆騎士
- ノリで行こう!!
- ボイメン☆MAGIC 〜夜の魔法をキミに〜
- 幕末☆PRINCE
- はやりば Hayari Bar
- PPBM
- ササシマBASE Lab.
- 前略、西東さん（毎月最終土曜 『土曜バラエティ』枠で放送）
- ヒロミ・みやぞんの明日すぐに友達になりたいアスリート アス友 - 一部系列局にもネット。
- ＃っぽいウタ
- 愛のクイズウォーズ ガンバレプラネット
- あの界隈を恋愛ドラマにしたら…不覚にもキュンときた
- オバケSUN
- 私、今日でアイドルやめます 〜ガールズ版ボイメンが生まれるオーディション〜
- 賢社の会談
- Travis Japanのダンスだぜ!!
- 土曜バラエティ
  - ササシマMUSIC BASE
- ROOMIC
- 上田と古坂とマスクド・アイドル
- Travis Japanのバラエティだぜ!!

#### ドラマ
- 本気ドラ
- 君が、おにぎり好きだから。
- 名探偵だった俺が転生したら赤ちゃんだった件
- スーパーのカゴの中身が気になる私
- こんなところで裏切り飯
- スナック女子にハイボールを
- 焼いてるふたり ～交際0日 結婚から恋をはじめよう～

#### ミニ番組
- Music Fellow in Nagoya
- 夢浪漫街道
- DAY OFF
- 大陸へ
- 北村想の救急万想考
- ジャスト・ア・ダンス
- シネマUSA
- ザ・レールウェイ
- Cheers! ※字幕放送
- 宮地佑紀生の奥さまランチシリーズ（宮地佑紀生の奥さま御用達、サタ・ミヤ）
- 宮地佑紀生の電波将軍シリーズ（宮地佑紀生の電波大将軍、宮地佑紀生の電波闇将軍、宮地佑紀生の電波騎士）
- 今日的学生爆満事情 A to Z（漢字部分は「きょうびのせいがくばくまんのわけ」と読む）
- 人生の応援歌 ※字幕放送
- あいち県政ファイル ※字幕放送
- ブラブラ
- チュウキョ〜くんの世界
- 中京テレビハイライト
- Myワーク
- オススメ!イベントーベン
- 情報パレッと!
- グッジョブ7
- SKE48のおやすみ名言道場
- Let's Try! 海物語
- ラブリーパブリー
- Paraサイト劇場
- クリック!あいち
- 知っ得!なごや
- チュ〜ポン!TV
- ゲンキのトビラ
- ミスマリンちゃんの SUPER LUCKY in HAWAII
- ビックラコイタ 中京テレビ!
- ニャンだ?フル チャンネル
- 淳のスター発掘大作戦!!
- 100TAINER
- クレッペ!
- ちょびっとChuun
- 吉田沙保里のまるみえ検定
- ナゴヤでしょ! ※字幕放送
- 番宣チャレンジ 番チャレ！
- ハシャGOooooo! 〜THE 元気 TIME〜 ※字幕放送
- カッラフルなエッッブリデイ
- ピカピカ旅 〜タムヒレの海岸ごみ拾い〜
- 林修のナゴヤかるた ※字幕放送
- もっと教えて!大とくさん
- エブリバースの引力 ※字幕放送・解説放送
- もっと教えて！ぐ〜たくさん
- となりのカーボンニュートラルさん ※字幕放送・解説放送
- Chu!サイト

#### 放送枠
- ミッドナイトギグ
- Club26 - 1987年11月22日（21日深夜）に放送を開始した深夜の再放送枠。「中京テレビの第2放送（CTV2）」と位置づけ、初回放送の『ジョークドキュメントBBS放送局』など過去の自社製作番組からスポーツ中継・特定の監督が手掛けた映画・ドラマ作品の特集、名古屋以外の地域の日本テレビ系列局や独立局で放送されていたローカル番組（後にレギュラー番組としてネットされる読売テレビ『鶴瓶上岡パペポTV』やミヤギテレビ『ドッチラチン』など）に至るまで多様なジャンルの番組群を放送していた。オープニングテーマは当時の放送終了時の映像で使われていた『ジムノペディ 第1番』（Erik Satie）から『Easy Lover』（Philip Bailey&Phil Collins）へなだれ込む演出がされていた。
- 今甦る!昭和ヒーロー列伝
- 金☆パラ
- 月☆パラ

#### 特別番組
- 夢発見! デザイン博が始まった（制作協力：中部日本放送〈現：CBCテレビ〉・東海テレビ放送・名古屋テレビ放送・テレビ愛知・岐阜放送・三重テレビ放送）※1989年7月15日に、中京広域圏5局と独立局2局で同時生放送
- ツナガルココロ 〜3つの愛の物語〜
- DAI♥HANAのもっとぎふ!体感マップ ※HD・字幕放送
- あなたに逢いたくて… 〜中京テレビが見つめる7つのエリア〜
- 絢音

### 1973年4月より中京テレビに移動した日本テレビ系列局の番組

#### 帯番組
- NNNモーニング7
- NNNニュース
- NNNきょうの出来事
- NNNスポーツニュース
- あなたのワイドショー
- お昼のワイドショー
- 11PM - 不定期で中京テレビが製作を担当した（最初の事例は1973年6月28日）[40]。
- おはよう!こどもショー
- ロンパールーム
- ごちそうさま

#### 月曜
- 全日本歌謡選手権
- 紅白歌のベストテン
- 月曜スター劇場・冬物語

#### 火曜
- 火曜スペシャル
- 火曜劇場 - 『火曜日の女』の後番組。

#### 水曜
- ゲンコツの海
- パパと呼ばないで
- 特ダネ登場!?

#### 木曜
- 驚異の世界・ノンフィクションアワー - 水曜遅れネットから木曜同時ネットへと移行した。
- ほんものは誰だ! - 水曜遅れネットから木曜同時ネットへと移行した。

#### 金曜
- 歌まね合戦スターに挑戦!!
- コント55号のなんでそうなるの? - この2番組を2日遅れの日曜 18:00 - 19:00 に放送。
- 太陽にほえろ! - 名古屋テレビから中京テレビに移動した番組の1つだが、その後の続編『七曲署捜査一係'97』以降の作品は日本テレビと中京テレビの共同製作となっている。これは、『太陽にほえろ!』のプロデューサーを務めていた岡田晋吉が日本テレビから中京テレビの取締役に就任した関係からである。
- トヨタ金曜劇場（『花は花よめ』第2シリーズの末期）

#### 土曜
- NNN海外トピックス
- 泣き笑い劇場
- おんぶおばけ
- シャボン玉ボンボン
- 土曜グランド劇場 - 当時は『縁談シリーズ』。

#### 日曜
- 健康増進時代
- ミユキ野球教室
- スター誕生!
- TVジョッキー日曜大行進
- NNN日曜夕刊
- 笑点
- マドモアゼル通り
- おこれ!男だ
- 日立ドキュメンタリー すばらしい世界旅行

### NET系列局の番組

#### 開局から1973年まで
- アフタヌーンショー
- 大正テレビ寄席
- 題名のない音楽会
- 土曜映画劇場
- 夜のワイドニュース - 最初の1年間のみ『中京UHF夜のワイドニュース』というタイトルで放送され、1970年にANNが結成されてからは『ANN 夜のワイドニュース』となった。
- 土曜ショー → 土曜奥様ショー
- 23時ショー
- 日曜洋画劇場 - それまでは名古屋テレビで異時ネット。
- ぱあてえマエタケだ!
- 変身忍者 嵐 → ジャングル黒べえ - 毎日放送製作。
- ワールドプロレスリング - それまでは名古屋テレビで時差ネット。
- NET日本プロレスリング中継
- ポーラ名作劇場 - 1973年までに名古屋テレビに移動。
- 川崎敬三の料理ジョッキー
- お昼のクイズ・バッチリ当てよう! - 火曜放送分が中京テレビ製作であった。
- もーれつア太郎（第1作）
- 緊急指令10-4・10-10 - 1972年10月から名古屋テレビへ移行。
- 毎日放送・NET金曜9時枠の連続ドラマ
- 夜のビックヒット
- あまから問答
- 日曜演芸会
- ほか

### テレビ東京系列局の番組

#### 1983年9月まで
- 日米対抗ローラーゲーム
- プレイガール → プレイガールQ
- 大江戸捜査網 - キー局と同じく「日産劇場」という形での放送。
- 土居まさるの30分
- がんばれゴンベ
- スーキャット
- ほえろブンブン
- まいっちんぐマチコ先生
- 銀河旋風ブライガー
- ハロー! ピンクレディー
- ピンク・レディー物語 栄光の天使たち
- ヤンヤン歌うスタジオ - 既にこの番組をネットしていた岐阜放送や三重テレビよりもかなり遅れて放送を開始した。1983年3月26日の放送を最後にネット打ち切り。
- ダメおやじ
- UFO戦士ダイアポロンII アクションシリーズ - 第1作はCBCテレビで放送。
- キリン名曲ロマン劇場
- 戦国魔神ゴーショーグン
- ぐるぐるメダマン
- ほか

以降、日曜22:30 - 23:30枠
この時間帯では、もっぱら東京12ch（テレビ東京）製作ドラマの放送が行われていた。
- あなたの光でいたい
- お命頂戴!
- 柳生新陰流
- ほか

### 独立局の番組
- 土曜競馬中継（KBS京都テレビ製作）

#### UHFアニメ
日曜未明（土曜深夜）で放送された作品については「チュッキョアニメ」を参照。
- 天久鷹央の推理カルテ（BS11製作）
- 魔王2099（BS11、 TOKYO MX共同製作）
- 逃げ上手の若君（第1期）（BS11、TOKYO MX共同製作）
- NieR:Automata Ver1.1a（第1クール・第2クール）
- 16bitセンセーション ANOTHER LAYER （BS11、 TOKYOMX共同製作）
- アイドルマスター XENOGLOSSIA
- GUNSLINGER GIRL -IL TEATRINO-
- タユタマ -Kiss on my Deity-
- プリンセスラバー!
- 聖剣の刀鍛冶（AT-X製作）
- 11eyes
- キディ・ガーランド
- サーバント×サービス（朝日放送製作委員会参加）
- ビルディバイド -#000000-
- 転生したらスライムだった件（第1期・第2期、BS11製作[注釈 17]）

以下は読売テレビまたは関連会社のYTE製作のUHFアニメ。
- 乃木坂春香の秘密 - 第2期「乃木坂春香の秘密ぴゅあれっつあ♪」は未放送。
- ケメコデラックス!
- ギャグマンガ日和+
- 虹色デイズ
- WORKING!!シリーズ- 第2期「WORKING'!!」まで、第3期「WORKING!!!」はテレビ愛知で放送。
- ぬらりひょんの孫 - 第2期「ぬらりひょんの孫〜千年魔京〜」は名古屋テレビ（メ〜テレ）で放送。
- ドラゴンクライシス!
- 花咲くいろは
- 殿といっしょ 〜眼帯の野望〜
- 輪廻のラグランジェシリーズ
- 緋色の欠片シリーズ
- 翠星のガルガンティア
- ノブナガン
- 極黒のブリュンヒルデ
- 人生相談テレビアニメーション「人生」
- オオカミ少女と黒王子
- 不機嫌なモノノケ庵

### NET系列時代末期（1973年3月当時）のプライムタイムの番組表
- 無印 → 同時ネット
- ★ → 時差ネット

|       | 月曜日                             | 火曜日                                      | 水曜日                       | 木曜日                       | 金曜日                      | 土曜日                       | 日曜日                            |
| 19:00 | 日テレ★ おかしなおかしな60分!      | NET 明色新・お笑いゲーム合戦                | NET ワン・ツー・チータ!      | 日テレ★ アストロガンガー     | NET ジャングル黒べえ        | 東京12ch★ 世界ビックリアワー | 日テレ サンデーヒットパレード     |
| 19:30 | 日テレ★ おかしなおかしな60分!      | NET 火曜映画劇場                            | 日テレ★ サンダーマスク       | 日テレ★ ナブ号の世界動物探検 | NET 愛の戦士 レインボーマン | 東京12ch★ 世界ビックリアワー | 日テレ★ スターボウリング          |
| 20:00 | 東京12ch★ 月曜ビッグイベント       | NET 火曜映画劇場                            | NET ベスト30歌謡曲           | 日テレ ご存知時代劇          | NET 日本プロレスリング中継  | 日テレ 全日本プロレス中継    | NET★ 土居まさるの やあ!やあ!やあ! |
| 21:00 | NET にっぽんの歌                   | 東京12ch★ プレイガール                      | NET★ がんばれアニー 新米重役 | 日テレ 夫婦学校              | NET 寝顔が可愛い            | NET 土曜映画劇場             | NET 日曜洋画劇場                  |
| 21:30 | NET にっぽんの歌                   | 東京12ch★ プレイガール                      | 日テレ 水曜ロードショー      | 東京12ch★ 大江戸捜査網       | NET 寝顔が可愛い            | NET 土曜映画劇場             | NET 日曜洋画劇場                  |
| 22:00 | NET★ アンディ・ウィリアムス ショー | 日テレ★ ビッグイベントゴルフ                | 日テレ 水曜ロードショー      | 東京12ch★ 大江戸捜査網       | 日テレ★ ご両人登場          | NET 土曜映画劇場             | NET 日曜洋画劇場                  |
| 22:30 | NET★ アンディ・ウィリアムス ショー | 日テレ★ トム・ジョーンズと フンパーディンク | 日テレ 水曜ロードショー      | 日テレ 帰ってきた歌謡曲      | 日テレ 世界にかける橋       | NET 題名のない音楽会         | NET 日曜洋画劇場                  |

### 1973年3月最終週から4月第1週の18:00 - 24:00までの番組
日本テレビ単独の系列局になる1973年4月までは、NET系列の番組を中心に据えつつ、日本テレビ系の番組の中から視聴率が低いものと、東京12チャンネルの番組の中から視聴率が高いものを取り込んだ独自の番組編成をしていたが、名古屋放送との編成の兼ね合い上、どうしても同時ネット比率は低かった。ゆえに、当時の中京テレビの視聴率は当時から存在していた名古屋の民放テレビ局4局の中では一番低かった。
太字はネット変更および時間変更がなかった番組であることを、☆は名古屋放送から移動した番組であることを示す。

#### 帯番組
- NNNモーニング7☆
- おはよう!こどもショー☆
- あなたのワイドショー☆
- ロンパールーム☆
- NNNニュース☆
- NNN海外トピックス☆
- お昼のワイドショー☆
- ごちそうさま☆
- 23時ショー → 11PM☆

#### 月曜
- 魔法のマコちゃん（再放送） → アストロガンガー
- こども世界ニュース
- 行楽案内
- マンガのくに[注釈 18]
- 19:00 おかしなおかしな60分! → 19:00 流星人間ゾーン、19:30 全日本歌謡選手権☆
- 20:00 月曜ビッグイベント → 20:00 NTV紅白歌のベストテン☆
- CTV（ANN）ニュース → NNNニュース☆
- にっぽんの歌 → 冬物語☆
- アンディ・ウィリアムス・ショー → こんな男でよかったら

#### 火曜
- 魔法のマコちゃん（再放送） → スターボウリング
- こども世界ニュース
- 行楽案内
- マンガのくに
- CTV（ANN）ニュース → NNNニュース
- 明色新・お笑いゲーム合戦 → ファイヤーマン
- 火曜映画劇場 → そっくりショー・火曜スペシャル
- プレイガール → 火曜スペシャル・火曜劇場
- ビッグイベントゴルフ → 火曜劇場
- トム・ジョーンズとフンパーディンク → ご両人登場

#### 水曜
- 魔法のマコちゃん（再放送） → スターボウリング
- こども世界ニュース
- 行楽案内
- マンガのくに
- CTV（ANN）ニュース → NNNニュース
- ワン・ツー・チータ! → 白獅子仮面
- 19:30 サンダーマスク → ゲンコツの海☆ - 放送開始の週には、遅れを取り戻すために1話分を名古屋放送で放送。その30分後に中京テレビでの放送が開始された。
- 20:00 ベスト30歌謡曲 → パパと呼ばないで☆
- がんばれアーニー新米重役 → 東芝ファミリーホール特ダネ登場!?☆
- 水曜ロードショー

#### 木曜
- 魔法のマコちゃん（再放送） → スターのお宅訪問
- こども世界ニュース
- 行楽案内
- マンガのくに
- CTV（ANN）ニュース → NNNニュース
- アストロガンガー → 驚異の世界・ノンフィクションアワー
- ナブ号の世界動物探検 → ほんものは誰だ!☆
- ご存知時代劇 → 木曜スペシャル - ネット移動ではなく、日本テレビ系枠内での改編。
- 夫婦学校 → クイズオンクイズ!! - ネット移動ではなく、日本テレビ系枠内での改編。
- 大江戸捜査網 → らっきょうの花
- 帰ってきた歌謡曲

#### 金曜
- 勝ち抜きのど自慢 → キャプテン・スカーレット
- いたずら天使 → キャプテン・スカーレット
- こども世界ニュース
- 行楽案内
- マンガのくに
- CTV（ANN）ニュース → NNNニュース
- 19:00 ジャングル黒べえ → 紅白スター対抗大合戦
- 愛の戦士レインボーマン → 紅白スター対抗大合戦
- 20:00 NET日本プロレスリング中継 → 太陽にほえろ!☆
- 寝顔が可愛い → 花は花よめ☆
- ご両人登場 → プレイガール
- 世界にかける橋 → プレイガール

#### 土曜
- ジャンボ尾崎のチャレンジゴルフ → 桂小益のゴルフツアー
- こども世界ニュース
- 行楽案内
- マンガのくに
- CTV（ANN）ニュース → NNNニュース
- 世界ビックリアワー → 隆一まんが劇場 おんぶおばけ・シャボン玉ボンボン
- 全日本プロレス中継
- 21:00 土曜映画劇場 → 夫婦日記・縁談シリーズ☆
- 題名のない音楽会 → 旅人異三郎
- 23時ショー → 11PM

#### 日曜
- スターのお宅訪問 → おかしなおかしな60分!（最終回のみ） → 歌まね合戦スターに挑戦!!
- 砂漠鬼部隊 → おかしなおかしな60分! → コント55号のなんでそうなるの? - 『スターに挑戦!!』と『なんでそうなるの?』は、『紅白スター対抗大合戦』をネットしていたために日曜18時台に時差ネットされていた。
- サンデーヒットパレード → ドラえもん（第1作、1973年） - ネット移動ではなく、日本テレビ系枠内での改編。ただし、『ドラえもん』は当初名古屋放送にて放送される予定であったが[注釈 19]、直前になって中京テレビが日本テレビ系に一本化されたことによりネット局変更に至った。
- スターボウリング → マドモアゼル通り☆
- 土居まさるのやあ!やあ!やあ! → おこれ!男だ☆
- CTV（ANN）ニュース → NNNニュース
- 21:00 日曜洋画劇場 → 日立ドキュメンタリー すばらしい世界旅行☆・子連れ狼
- 遠くへ行きたい
- ベストゴルフ

## アナウンサー

### 在籍中のアナウンサー
入社順。

#### 男性
- 1999年 吉田太一
- 2001年 高橋重憲（元 南日本放送） - 2011年6月に報道部へ異動し、2024年に復帰。
- 2010年 佐藤和輝（元 長崎文化放送） - 2020年10月に報道部へ異動し、2023年6月に復帰。
- 2016年 上山元気
- 2017年 鈴木康一郎（元 福島テレビ）
- 2020年 岡田健太郎
- 2023年 仲川晴斐
- 2024年 福本義久（元 北海道文化放送）

#### 女性
- 1990年 恩田千佐子
- 1998年 前田麻衣子 - 2025年7月より、経営企画局サスティナビリティ推進グループ兼任。
- 2012年 松原朋美
- 2013年 佐野祐子
- 2014年 平山雅
- 2015年 望月杏夏
- 2018年 阿部芳美
- 2023年 赤木由布子（元 瀬戸内海放送）、中川萌香
- 2025年 秋元風花、吉澤陽菜

### それ以外のアナウンサー
- 大蔦エル（2018年 - ）【VTuberアナウンサー】

### 異動・退社したアナウンサー
●は故人。

#### 男性
- 1969年
  - 熊田克隆（元岐阜放送で開局時に在籍。退社後、JTCメディアグループ代表および名古屋アナウンサーアカデミー理事長となる）
  - 山崎正●（元仙台放送で開局時に在籍。退社後は地元のNETテレビへ移り、同局のアナウンス部長、専任局次長を歴任。2023年6月に死去[42]）
- 1971年
  - 菅原哲夫（元岐阜放送で開局2年目から在籍）
- 1972年
  - 森兼太郎（元山形放送アナウンサー。野球・ゴルフ等のスポーツ中継番組を主に担当。退社後は名古屋アナウンスワークショップの代表となる）
- 1982年
  - 林一郎（ - 2017年在籍。報道部へ異動した後に退社）
- 1986年
  - 神ひろし（ - 2023年2月在籍、定年後、再雇用でしばらく番組出演を続けた後に退社。退社後は名古屋市議会議員に立候補し、初当選を果たす）
- 1990年
  - 佐藤啓（5月入社、 - 2023年12月在籍、再雇用を経て退社。退社後はフリーアナウンサーへ転向）
- 1991年
  - 大藤晋司（4月入社、 - 2001年6月在籍、2001年7月にスポーツ部へ異動した後、2003年4月にテレビ北海道へ移籍）
- 1992年
  - 藤井利彦（ - 2006年、2011年 - 2018年在籍、報道部にて所属）
  - 元木敬文（ - 1998年在籍）
- 1993年
  - 板谷学（ - 2003年在籍、制作局制作部副部長所属。およびチーフプロデューサー）
- 2002年
  - 尾原秀三（ - 2012年在籍、営業部にて所属）
- 2006年
  - 金山泉（ - 2009年1月在籍、2009年2月に毎日放送へ移籍）
- 2007年
  - 水谷陽介（ - 2014年在籍、報道部にて所属）
- 2013年
  - 濱田隼平（ - 2022年7月在籍）
- 2014年
  - 東柊（2016年6月に報道部へ異動した後、参議院議員石田昌宏の秘書に転身）
- 2020年
  - 田村浩平（ - 2025年6月在籍、同月に報道部へ異動）
- 加藤利隆
- 瀧裕司（退社後、三重エフエム放送（レディオキューブ FM三重）に入社）
- 田中久雄（元NHKアナウンサー）
- 春木毅（元新聞記者で、アナウンサーとして中途採用。『中京TODAY』の初代メインキャスターなどを担当した後、アナウンス部長として佐藤啓などの採用に携わった）
- 松元真一郎（元福島放送アナウンサー。退社後、ニッポン放送とフジテレビを経てフリーアナウンサーへ転向）

#### 女性
- 1984年
  - 窪寺美穂子（ - 1986年8月在籍。退社後、地元の青森放送へ入社）
- 1988年
  - 田中千寿江（退社後、地元のテレビ西日本アナウンサーとして1994年4月から1997年3月まで『めざましテレビ』リポーターを担当）
- 1990年
  - 石田史枝（ - 1993年在籍）
  - 松本亜梨[43]（ - 1999年3月、契約アナウンサー。契約終了後、フリーアナウンサーおよび舞踊家として活動）
- 1991年
  - 小林美穂子（ - 1999年在籍。退社後、2009年までフリーアナウンサーとして活動）
- 1992年
  - 北島美穂（ - 1995年在籍）
  - 連美奈
- 1993年
  - 緒方喜子（ - 2002年3月在籍。退社後は小学校教員に転身）
- 1995年
  - 安部まみこ（ - 2010年6月在籍、2010年6月に報道部へ異動）
- 1996年
  - 桐生順子（ - 2001年在籍、契約アナウンサー）
  - 本田恵美（ - 2013年在籍）
- 1997年
  - 杉山裕子（ - 2004年在籍、契約アナウンサー）
- 1999年
  - 加藤亜希子（ - 2005年在籍、契約アナウンサー。契約の満了後は『日テレNEWS24』のキャスターを務めた）
  - 本多小百合（4月入社、 - 2012年5月在籍。退社後はフリーアナウンサーへ転向）
- 2000年
  - 鶴木陽子（ - 2009年3月在籍）
- 2001年
  - 竹田由紀（8月入社、 - 2005年5月在籍、契約アナウンサー）
- 2003年
  - 松岡陽子（4月入社、 - 2023年5月在籍。2023年6月に秘書グループへ異動、現在は会長と社長の秘書を務めている）
- 2004年
  - 磯部悦子（ - 2008年8月在籍、契約アナウンサー。元少年ボーイズ所属）
  - 政次夏希（10月入社、 - 2007年6月在籍、2008年10月 - 2011年9月在籍、2016年8月 - 2020年3月在籍、契約アナウンサー。元テレビ宮崎）
- 2005年
  - 加藤泰子（ - 2008年9月在籍、契約アナウンサー。元テレビ高知アナウンサー。契約終了後は静岡県のテレビ局に勤務）
- 2006年
  - 我妻絵美（4月入社、 - 2012年3月在籍。退社後はフリーアナウンサーへ転向）
- 2007年
  - 鹿内美沙（4月入社、 - 2013年3月在籍。退社後はフリーアナウンサーへ転向）
- 2008年
  - 柏田ユウリ（9月入社、 - 2016年3月在籍、契約アナウンサー。契約の満了後、ザ・ユニバースに所属。ナレーター・声優・フリーアナウンサー）
  - 田岡咲香（4月入社、 - 2011年3月在籍。退社後はフリーアナウンサーへ転向）
- 2011年
  - 石浜里奈（12月入社、 - 2013年3月在籍、契約アナウンサー。契約の満了後、音楽教師を経てフリーアナウンサーへ転向。また、前述の森兼が経営する名古屋アナウンスワークショップの特別講師も務めている）
  - 樋田かおり（10月入社、 - 2014年3月在籍、契約アナウンサー。元青森放送アナウンサー）
- 2012年
  - 市野瀬瞳（4月入社、 - 2020年3月在籍、元新潟総合テレビアナウンサー。退社後はフリーアナウンサーへ転向（ゼスト→Mama&Son【業務提携】→生島企画室・FIRST AGENT））
  - 鈴木理香子（4月入社、 - 2015年3月在籍、元青森朝日放送アナウンサー。退社後はフリーアナウンサーへ転向（セント・フォース所属））
  - 村田千弥（4月入社、 - 2015年3月在籍、元四国放送アナウンサー。退社後はフリーアナウンサーへ転向（セント・フォース所属））
- 2014年
  - 下條由香里（4月入社、 - 2015年6月在籍、契約アナウンサー。元CBCラジオレポートドライバー）
- 2015年
  - 稲村沙綾（4月入社、 - 2021年9月在籍、2021年10月に経営企画局へ異動、2022年6月退社。退社後は料理人へ転向）
  - 柘植瑞季（7月入社、 - 2016年7月在籍、契約アナウンサー。元静岡朝日テレビアナウンサー）
- 2016年
  - 磯貝初奈（4月入社、 - 2022年3月在籍、退社後はフリーアナウンサーへ転向（セント・フォース所属））
  - 内田詠子（ - 2020年3月在籍、契約アナウンサー）
  - 藤井未莉佳（4月入社、 - 2017年6月在籍、契約アナウンサー。元NHK奈良放送局キャスター）
  - 吉村真理子（4月入社、 - 2018年7月在籍、契約アナウンサー。現・東海テレビ報道記者→東海テレビアナウンサー）
- 2017年
  - 小原佳代子（ - 2019年2月在籍、契約アナウンサー。元南海放送・メ〜テレ）
- 2018年
  - 小椿希美（ - 2020年3月在籍、契約アナウンサー。元 NHK長野放送局契約キャスター→ジョイスタッフ所属→テレビ信州アナウンサー）
  - 早川真代（ - 2020年3月在籍、契約アナウンサー）
- 2019年
  - 下岡陽子（ - 2020年3月在籍、契約アナウンサー）
- 2020年
  - 伊藤楓（ - 2022年9月在籍、退社後はフリーアナウンサーへ転向）
- 伊藤みか
- 可児京子（契約アナウンサー）
- 高橋むつみ（退社後はフリーアナウンサーへ転向）
- 千田由貴
- 肥後まゆみ（退社後は企画工房NEU（ノイ）の経営者となり、番組の構成などを手掛けている）
- 藤田明子
- 松浦さと子
- 松田奈利子（現・松田麻里。退社後はCNNやNHKなどでキャスターを務め、言語教育学者として活動）

## マスコットキャラクター
- 宇宙坊や - 1969年の開局時に制定。在名放送局初のマスコットキャラクター（後にCBCが同名のマスコットキャラクターを制定したが、全くの別物である）。
- チューすけ - 赤い大きな両耳と細長い顔立ち、そして着用している青いサッカーシャツが中京テレビの旧シンボルマークと酷似しているネズミのキャラクター。下記チュウキョ〜くんが採用される以前の1990年代末期にマスコットキャラクターに採用されていたが、採用期間は短かった。
- チュウキョ〜くん - 現在のマスコットキャラクター。ポイントは、手・足・胴体まるごと白色仕立て。詳細はチュウキョ〜くんを参照。

## キャッチフレーズ
カラーのきれいな中京テレビ
開局当初のもの。
チャンネルはひとつ 中京テレビ
1973年（昭和48年）の日テレ系ネット一本化と当時にスタート。
わたしの好奇心 中京テレビ
1987年（昭和62年）春。日本テレビのキャッチフレーズ「わたしの好奇心 4チャンネル」に合わせたものである。他の日テレ系列地方局でもこのキャッチフレーズが使用され、映像面でも日本テレビと同じ仁藤優子が出演したものを使用した。
中京テレビであいましょう。
1988年（昭和63年）秋。
遊ing MIND 20歳の、中京テレビです。
1989年（平成元年）春。開局20周年を記念してのキャッチフレーズ。同年4月1日・2日には、本山（千種区四谷通り） - 石川橋（昭和区）間で中京テレビ20周年記念イベント『遊ing '89』が行われた。また1日深夜には、『お笑いマンガ道場』や『ヴィヴィアン』などの出演者20人を集めての長時間特別番組『遊ing '89 オールナイト生放送』が同局で放送された。
中京テレビで、お待ちしています。
1990年（平成2年）春。
お届けするのは中京テレビです。
1990年（平成2年）秋。
ブラボーな春、中京テレビ。
1992年（平成4年）春。同年2月から先行放送されていたこのキャッチフレーズのキャンペーンCMでは、水前寺清子の曲「三百六十五歩のマーチ」がBGMに使われていた。
快快!中京テレビ
1992年（平成4年）秋。このキャッチフレーズのキャンペーンCMには、同時期にスタートした自社製作番組『快快!高田病院へ行こう』の高田純次を起用。また、当時同局で放送されていた『外科医有森冴子II』や『綺麗になりたい』などの番宣にも、必ず最後にこのキャッチフレーズが入っていた。
ワザあり!中京テレビ
1993年（平成5年）春。同時期にスタートした自社製作番組『ワザあり!にっぽん』のアピールを兼ねてのキャッチフレーズで、同番組の番宣では必ず最後にこのキャッチフレーズが入っていた。
ミッチャリ〜ナ 中京テレビ
1993年（平成5年）秋。改編期間中の10月2日に、『電波結社バババ団』と『ラジごめIIIホンジャマカ共和国』両番組の出演者たちが一堂に会した番宣特番『秋の番組祭り クイズミッチャリーナ!!』が放送された。
愛してる 中京テレビ
1994年（平成6年）春。同時期にスタートした自社製作番組『P.S.愛してる!』のアピールを兼ねてのキャッチフレーズ。
おうちへ帰ろう。中京テレビ
1994年（平成6年）秋。
お話ししよう。中京テレビ
1995年（平成7年）春。当時番宣の最後に必ず入っていたこのキャッチフレーズ入りのカットには、外国人の男女2人の写真が2本のワイングラスとともにテーブルの上に置かれた映像を使用していた。
やるじゃん!中京テレビ
1996年（平成8年）春から1998年（平成10年）初頭まで使用。同時期に放送されていた自社製作番組『キャイ〜ンのギャロンパ』では、このキャッチフレーズを元にした企画ロケが行われていた。
やるじゃん!進行中
1998年（平成10年）春から1999年（平成11年）初頭まで使用。
Love30 開局30周年 中京テレビ
1999年（平成11年）。開局30周年を記念してのキャッチフレーズ。
○○中!中京テレビ
キー局の日本テレビが使用していたキャッチフレーズ「日テレ営業中」に近いものがあった。
ずっと!ときめき 35th 中京テレビ
2004年（平成16年）の開局35周年記念の際に使用。
ハマっちゃいなよ!中京テレビ
2009年（平成21年）の開局40周年記念の際に使用。イメージキャラクターに南海キャンディーズ（山里亮太・山崎静代）を起用。山里が山崎の部屋の壁に四六時中張り付く「壁男」役を演じている。SKE48が出演するバージョンも放送された。
今をうつし、未来につなぐ 中京テレビ40th（45th）
開局40周年記念の公式スローガン。2009年夏までは上記「ハマっちゃいなよ！」と併用されていた。2014年の開局45周年でも使用。
CHANGEより、そのまんま。中京テレビ
2009年（平成21年）秋。ザ・ニュースペーパーの松下アキラがバラック・オバマと東国原英夫にそれぞれ扮している。キャッチコピーの意味は、レギュラー番組が好調なことから今回の改編期に番組の入れ替えがそれほど無いため。
4 待ってました!中京テレビのおもてなし
2012年（平成24年）春。イメージキャラクターに市川海老蔵を起用。
♪チャラリ〜テレビはチュウキョ〜
2012年（平成24年）秋。イメージキャラクターに嘉門達夫を起用。キャッチコピーは本人の楽曲「鼻から牛乳」の歌詞から。
おいしいテレビはチュウキョ〜なのだ!
2013年（平成25年）春。イメージキャラクターにバカボンのパパに扮した高田純次を起用。
ビックラコイタ 中京テレビ!
2014年（平成26年）春。イメージキャラクターにBOYS AND MENの本田剛文を起用。本田とチュウキョ〜くんが出演する同名のレギュラーミニ番組が放送された。キャッチフレーズのロゴのデザインは、同年4月にスタートした中京テレビ・日本テレビ系列の番組『ビックラコイタ箱』に似せてある。
あなたの真ん中へ。
2016年（平成28年）4月1日、ささしまライブ24の本社移転を機に制定されたブランドステートメント。
真ん中って、なんだろう?
2016年（平成28年）春。前述の「あなたの真ん中へ。」と同様、「真ん中」をテーマとしたフレーズ。
中京テレビのそこ!そこ!
2022年（令和4年）春。東海地区を中心に活動しているアカペラグループ「Raku」による歌が、番宣スポットの前に流れた。同タイトルのミニ番組も放送された。夏・秋にも、このキャッチフレーズが引き続き使われている。
つくれば?
2024年（令和6年）春。開局55周年記念に合わせて使用。
誰かと話したくなる。それな!中京テレビ
2024年（令和6年）春。
4チャン、押してみな。テレビ、見ようぜ。中京テレビ
2024年（令和6年）秋。10月からの中京テレビ大改編に伴い使用。2025年（令和7年）4月1日より、番組案内のミニ番組が『Chu!サイト』から『4チャン、押してみな。』にタイトル変更された。